# Diascia racemulosa
Diascia racemulosa är en flenörtsväxtart som beskrevs av George Bentham. Diascia racemulosa ingår i släktet tvillingsporrar, och familjen flenörtsväxter. Inga underarter finns listade i Catalogue of Life.